# Pedilochilus grandifolius
Pedilochilus grandifolius är en orkidéart som beskrevs av Pieter van Royen. Pedilochilus grandifolius ingår i släktet Pedilochilus och familjen orkidéer.
Artens utbredningsområde är Papua Nya Guinea. Inga underarter finns listade i Catalogue of Life.